# تقاطع میلر
تقاطع میلر (به انگلیسی: Miller's Crossing) فیلمی ۱۱۵ دقیقه‌ای به کارگردانی برادران کوئن با بازی گابریل بیرن است. در سال ۲۰۰۵ هفته‌نامهٔ تایم این فیلم را جزو ۱۰۰ فیلم بزرگ که از تاریخ تأسیس این مجله ساخته شده‌اند، قرار داد.

## خلاصه داستان
مافیای ایتالیایی در نخستین مراحل قدرت‌گیری خود در منطقه است و این موضوع اصلاً به مذاق «جانی کاسپر» (پالیتو) خوش نمی‌آید. «جانی» می‌خواهد «برنی برنبام» (تورتورو)، بزهکار خرده‌پا را تنبیه کند. اما «لیو» (فینی) یک سردستهٔ خشن مافیایی، به خاطر محبتی که به «ورنا» (هاردن)، خواهر «برنی» دارد، قسم خورده از «برنی» محافظت کند…

## بازیگران
- گابریل بیرن در نقش تام ریگان
- مارسیا گی هاردن در نقش ورنا برنبام
- آلبرت فینی در نقش لیو ابانین
- جان تورتورو در نقش برنی برنبام
- جاون پالیتو در نقش جانی کسپر
- جی ای فریمن در نقش ادی دین
- استیو بوشمی در نقش مینک لارویی
- جان مک‌کانل در نقش برایان
- مایک استار در نقش فرانکی
- ال منچینی در نقش تیک تاک
- الکساندر کروپا در نقش تاد

## واکنش‌ها
تقاطع میلر در زمان خود در باکس آفیس شکست خورد و فروشش با ۱۰–۱۴ میلیون دلار بودجه اندکی بیش از ۵ میلیون دلار بود. گرچه این فیلم در فروش ویدئویی و روی دی‌وی‌دی درآمد خوبی کسب کرده‌است. فیلم مورد تحسین منتقدان قرار گرفت.